# Copa da Escócia de 1986–87
A Copa da Escócia de 1986-87 foi a 102º edição do torneio mais antigo do futebol da Escócia. O campeão foi o St. Mirren F.C., que conquistou seu 3º título na história da competição ao vencer a final contra o Dundee United F.C., pelo placar de 1 a 0.

## Premiação
| Copa da Escócia de 1986-87          |
| Escócia                             |
| ----------------------------------- |
| St. Mirren F.C. Campeão (3º título) |